# Cégep de Rosemont
 (décembre 2023).
Pour les articles homonymes, voir Rosemont.
Le Cégep de Rosemont, nommé Collège de Rosemont jusqu'en 2024, est un collège d'enseignement général et professionnel (cégep) situé à l’intersection de la 16e Avenue et de la rue Beaubien, à Montréal, au centre du quartier Rosemont, dans l'arrondissement de Rosemont–La Petite-Patrie au Québec. 

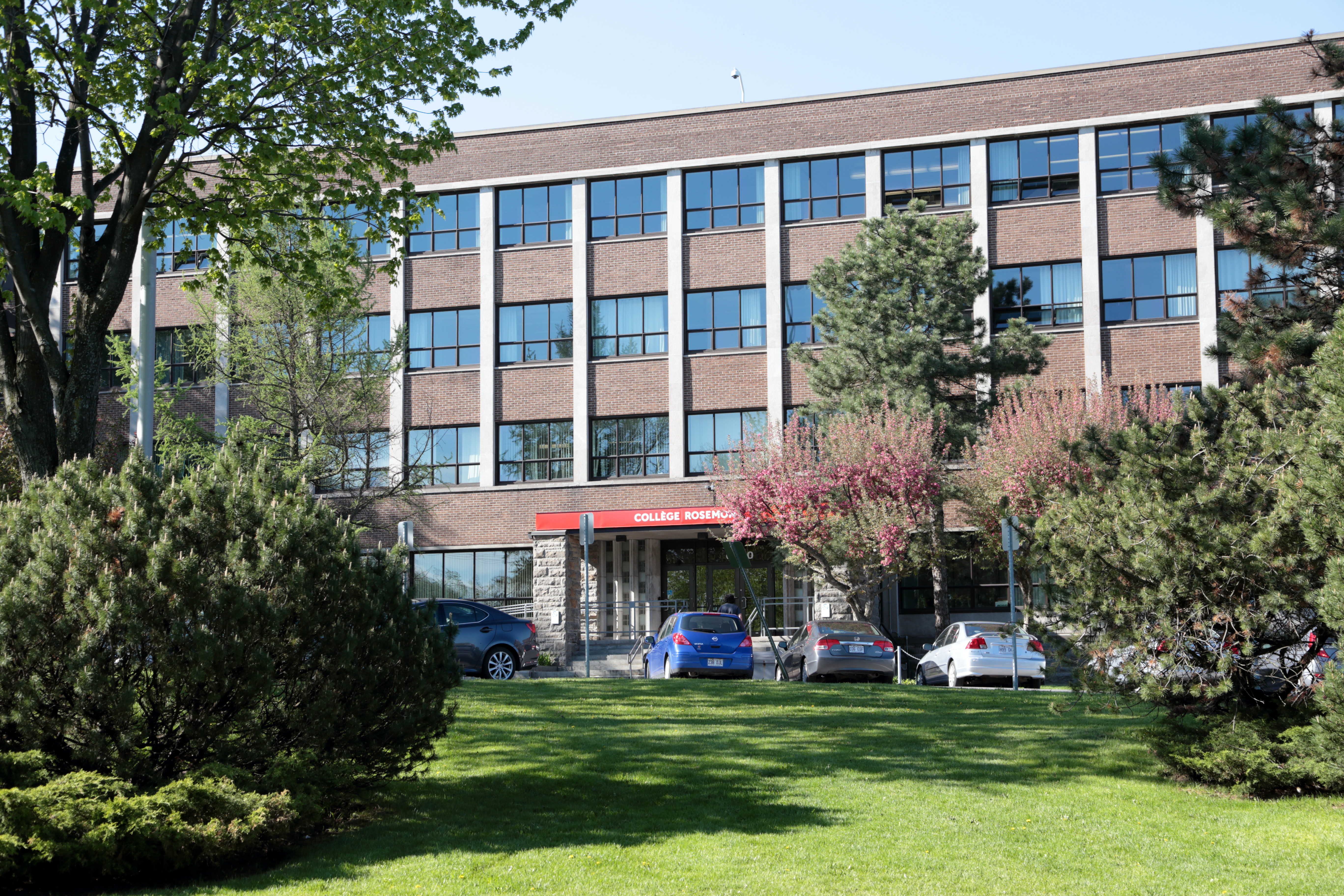
Le Cégep de Rosemont

## Description
Le Cégep de Rosemont offre de nombreux programmes préuniversitaires et techniques de même que des attestations d'études collégiales. En 1991, il a créé le Cégep à distance, répondant ainsi au mandat qui lui avait été confié par le ministère de l'Éducation, du Loisir et du Sport.
Parmi les programmes techniques offerts, certains sont exclusifs à Rosemont, au Québec. Parmi ceux-ci : Acupuncture et Techniques de thanatologie.
Certains des programmes d'étude qui y sont offerts permettent l'alternance travail-études. Les étudiants inscrits en Techniques administratives peuvent ainsi participer à des stages rémunérés pendant l'été et accumuler, tout au long de leur parcours collégial, jusqu'à six mois d'expérience concrète en milieu de travail.  
Ce CÉGEP fait également partie des établissements d'enseignement membres de l'Alliance Sport-Études.
Le Cégep de Rosemont se distingue particulièrement par ses initiatives en développement durable et en écocitoyenneté. Il a été le premier CÉGEP au Québec à créer un poste à temps complet en environnement. Depuis 2005, le Cégep de Rosemont est certifié CÉGEP vert du Québec, niveau « Excellence ». Une aile du Cégep a aussi été certifié LEED Argent en 2014, par le Conseil du bâtiment durable du Canada. 
Quatre valeurs sont portées et partagées au Cégep de Rosemont : l'accessibilité, l'engagement, la collaboration et l'écocitoyenneté.
En août 2024, le Collège de Rosemont change officiellement de nom pour Cégep de Rosemont. Ce repositionnement de marque est justifié par le désir de mieux positionner l'institution d'enseignement « dans la grande famille des cégeps ».

## Programmes offerts

### Formation préuniversitaire
- Sciences de la nature
- Sciences, informatique et mathématique
- Sciences humaines
  - Profil Administration des affaires
  - Profil Individu et interactions psychosociales
  - Profil Sport et société
  - Profil Monde et action citoyenne
- Arts, lettres et communication
  - Cinéma
  - Communication
  - Langues, cultures et éducation
  - Multidisciplinaire à la carte
- Histoire et civilisation

### Formation technique
- Acupuncture (seul cégep au Québec à offrir ce programme)
- Audioprothèse
- Soins infirmiers
- Techniques de pharmacie
- Technologie d'analyses biomédicales
  - Cytotechnologie (spécialisation) Préalable requis : DEC en Technologie d'analyses biomédicales
  - Cytogénétique clinique (spécialisation) Préalable requis : DEC en Technologie d'analyses biomédicales
- Techniques d'inhalothérapie
- Techniques de thanatologie (seul cégep au Québec à offrir ce programme)
- Techniques d'aménagement et d'urbanisme - Possibilité d'obtenir un DEC en deux ans au lieu de trois
- Techniques de recherche et de gestion de données (seul cégep au Québec à offrir ce programme) - Partenariat avec le Cégep Limoilou pour offrir les cours de formation spécifiques en téléenseignement - Possibilité d'obtenir un DEC en deux ans au lieu de trois
- Techniques d'administration et de gestion - Spécialisation Comptabilité et finances (Alternance études-travail)
- Techniques d'administration et de gestion - Spécialisation markéting et gestion de projets (Alternance études-travail)

- Techniques de l'informatique - Profil Développement d'applications Web et mobiles
- Techniques de l'informatique - Profil Réseautique : sécurité et virtualisation

Parcours de continuité DEP-DEC en Techniques de l'informatique : DEP Soutien informatique (5229) exigé comme préalable. 

### Formation continue[5]
Attestations d'études collégiales
- Assurance de dommages et communication en anglais
- Big Data en finance
- Comptabilité en classe virtuelle
- Comptabilité, finances et gestion des affaires
- Coordonnateur en environnement et développement durable
- Gestion de réseaux, sécurité et virtualisation
- Prévention et intervention en cybersécurité
- Programmation orientée objet et technologies Web
- Cytogénétique clinique
- Cytotechnologie

Tremplin pour allophones et personnes immigrantes
Cours en gestion des finances personnelles (Service aux entreprises Édago - en ligne)
- Repérer et interpréter l'informatique économique et financière
- Préparer et gérer ma retraite dès aujourd'hui
- Réaliser une saine gestion de mes placements boursiers

Cours de perfectionnement en thanatologie (Service aux entreprises Édago)
- La Loi sur les activités funéraires (RLRQ, chapitre A-5.02) et ses règlements d’application
- Gestion des situations professionnelles présentant un risque à la santé et à la sécurité des travailleurs, des visiteurs et de la population en général en présence de risques biologiques
- Le développement durable du milieu funéraire

Cours à la carte pour personnel en entreprise (Service aux entreprises Édago - en ligne)
- PERFORMEX - Gestion stratégique de vos priorités

Cours de perfectionnement en informatique - 5$/H (en ligne)
- Amazon Web Services – Introduction aux solutions
- Amazon Web Services – Avancé (à distance)
- Piratage éthique : audit de sécurité d’applications Web (à distance)
- Node JS – Développement moderne (à distance)
- Shopify – Création de commerce en ligne (à distance)
- .NET MAUI – Multi-platform App UI (à distance)

Reconnaissance des acquis et des compétences
- Techniques de pharmacie : Formation spécifique - Les cours de la formation spécifique sont offerts exclusivement en ligne en mode asynchrone, c’est-à-dire qu’ils n’ont pas d’horaire fixe et qu’ils peuvent être suivis au moment que vous choisissez à l’intérieur des échéances et dans le respect des règles imposées. Formation générale - Les cours de la formation générale sont donnés par nos cégeps partenaires qui offrent différents modes de formation.
- Techniques bureautique : Le Cégep de Rosemont a établi une entente de partenariat avec le Cégep Marie-Victorin. Toutes les activités liées à la démarche seront offertes en ligne ou au Cégep de Rosemont.

Le Cégep de Rosemont offre aussi des cours de français aux nouveaux arrivants, au Canada depuis moins de cinq ans.

## Vie étudiante
- Association générale des étudiantes, étudiants du Cégep de Rosemont ;
- Plusieurs activités culturelles et sportives sont organisées chaque session ;
- Les étudiants peuvent représenter le Cégep dans le réseau du sport étudiant en joignant l'une des équipes sportives intercollégiales.

## Clinique-école d'acupuncture
Le Cégep de Rosemont est le seul cégep au Québec à offrir le programme Acupuncture. Les finissantes et les finissants du programme réalisent des stages directement au Cégep, à la clinique-école d'acupuncture. Les stages sont réalisés sous la supervision d'enseignants du Département. Le Département d’acupuncture offre chaque année une série de formations post-graduées utiles et pratiques (activités de perfectionnement). Le Cégep est membre de la Société de formation et d’éducation continue (SOFEDUC) et émet des unités d’éducation continue (UEC) pour chacune des activités offertes.